# Firmus (Egypte)
Claudius Firmus was een Romeins usurpator, die Zenobia steunde in haar opstand tegen Rome.
Firmus was een papyrusfabrikant in Alexandrië. Hij maakte oproer onder regering van keizer Aurelianus (273 n.Chr.). Het oproer werd echter spoedig gedempt en Firmus gedood (mogelijk door wurging).

## Referentie
- art. Firmus (Claudius), in J.G. Schlimmer - Z.C. De Boer, Woordenboek der Grieksche en Romeinsche Oudheid, Haarlem, 19203, p. 276.